# Liste des personnages de Pirates des Caraïbes
 (février 2024).
- Si vous ne connaissez pas le sujet, laissez ce bandeau (vous pouvez alors contacter les auteurs).
- Si vous supprimez le contenu mis en cause (vous pouvez préalablement contacter les auteurs),

argumentez précisément cette suppression dans la page de discussion
(un manque de référence n'est pas un argument ; une recherche réelle de référence doit avoir été effectuée, être formellement documentée).
Cette liste de personnages présente les personnages de la série de films Pirates des Caraïbes.

## Personnages principaux

### Jack Sparrow
Interprété par Johnny Depp (VF : Bruno Choël) et vu dans toute la saga : Pirates des Caraïbes, Pirates des Caraïbes 2, Pirates des Caraïbes 3 Pirates des Caraïbes 4 et Pirates des Caraïbes 5 (Personnage principal).
Jack Sparrow est un capitaine et un pirate dans la mer des Caraïbes. Buvant du rhum et séduisant des femmes tout en cherchant des trésors surnaturels. Il sait être touchant, voilà pourquoi, il échappe souvent au pire. Seule Elizabeth Swann réussira à se faire respecter de lui, et ils développeront une relation de haine et de complicité. Tout au long des cinq films, de catastrophe en catastrophe, Jack trouvera, à chaque fois, le moyen d'échapper à des situations totalement loufoques. Échappant même à la mort... Enfin échappant de l'antre de Davy Jones. Sa pièce de huit est une pièce avec des pierres qu'il attache à son bandana.

### Hector Barbossa

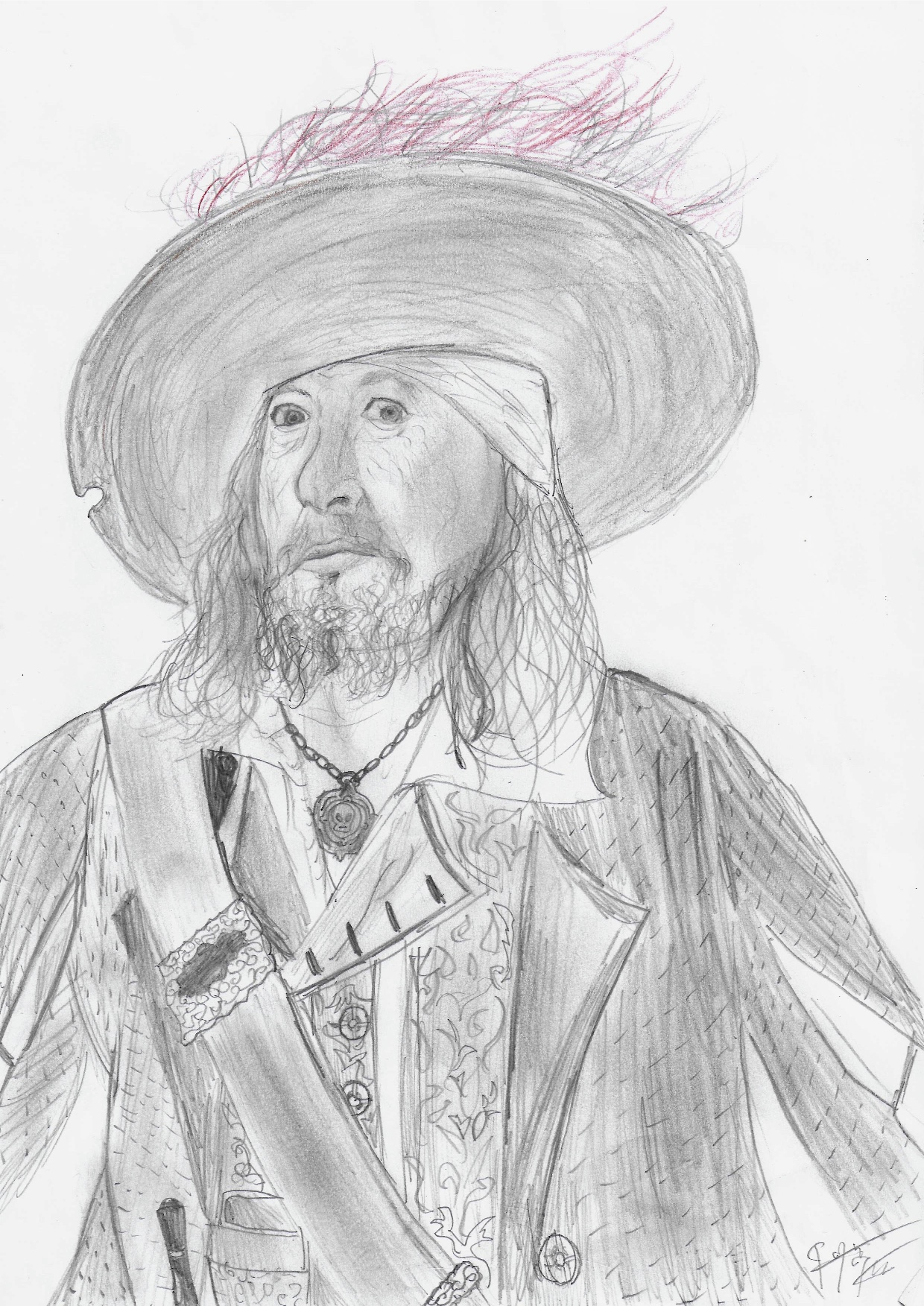
Vue d'artiste du capitaine Barbossa.

Interprété par Geoffrey Rush et visible dans toute la saga : Pirates des Caraïbes, Pirates des Caraïbes 2, Pirates des Caraïbes 3, Pirates des Caraïbes 4 et Pirates des Caraïbes 5.
Dans Pirates des Caraïbes, Barbossa est l'ancien second de Jack Sparrow, à bord du Black Pearl. Il est l'un des pirates touchés par la malédiction. Jack Sparrow réussit à conjurer la malédiction et à tuer Barbossa.
Dans Pirates des Caraïbes 2, Jack Sparrow est envoyé dans l'antre de Davy Jones mais ses amis (William Turner et Elizabeth Swann) comptent le sauver. Pour cela, ils devront aller jusqu'au bout du monde et même au-delà. Ils auront besoin d'un guide et pour cela Hector Barbossa, ressuscité par Calypso, une sorcière aux pouvoirs divins, apparaît dix secondes avant la fin.
Dans Pirates des Caraïbes 3, Barbossa aide Elizabeth Swann et William Turner à faire revenir Jack Sparrow du royaume des morts (l'antre de Davy Jones) et les aide à se battre contre la Compagnie des Indes pour la liberté des pirates sur l'océan. Il abandonne ensuite Jack Sparrow sur Tortuga, persuade l’équipage du Black Pearl de venir avec lui à la recherche de la fontaine de jouvence.
Dans Pirates des Caraïbes 4, Barbossa n'est plus un pirate, il devient corsaire et est au service de la couronne. Il a pour mission de suivre Jack Sparrow, captif à bord du Queen Anne's Revenge qui se dirige vers la Fontaine de Jouvence. Mais en réalité, il chercherait à se venger de Barbe Noire qui lui a pris sa jambe ainsi que le Pearl lors d'une bataille. À la fin du film, il parvient à prendre possession du Queen Anne's Revenge.
Dans le Pirates des Caraïbes 5, il retrouve sa fille et embarque comme au bon vieux temps sur le navire de Jack Sparrow, et a le même but que Jack, trouver le Trident de Poséidon. À la fin du film, il meurt en se sacrifiant et en tuant le capitaine Armando Salazar, juste après avoir découvert que Carina, qui les accompagne depuis le début du film, est en fait sa fille.

### Joshamee Gibbs
Interprété par Kevin McNally et vu dans toute la saga : Pirates des Caraïbes, Pirates des Caraïbes 2, Pirates des Caraïbes 3, Pirates des Caraïbes 4 et Pirates des Caraïbes 5.
Il apparait comme étant au service de Norrington au début du premier film, mais il se révèle être un pirate chevronné, connaissant bien la plupart des histoires et légendes les concernant. Il est le sous-chef de Jack Sparrow. Il aide Jack aussi dans Pirates des Caraïbes : Le Secret du coffre maudit et se lie d'amitié avec Elizabeth Swann. Il raconte à Will les aventures de Jack dans la trilogie.

### Elizabeth Swann
Interprétée par Keira Knightley et vue dans Pirates des Caraïbes, Pirates des Caraïbes 2, Pirates des Caraïbes 3 et Pirates des Caraïbes 5.
C'est la fille du gouverneur Swann et elle est passionnée par les pirates depuis son plus jeune âge. Dans le 1er film, elle est la jeune fille en détresse, devant épouser James Norrington. Mais elle rencontre Will Turner et en tombe amoureuse. Dans le 2e film, elle devient pirate pour retrouver son amour, William Turner, qu'elle n'a pu épouser, à cause de Cutler Beckett (de la Compagnie des Indes) qui a interrompu leur mariage. Dans le 3e film, elle est la seule femme pirate du film avec Dame Ching (seigneur pirate). Elle devient même capitaine et seigneur des pirates de Singapour à la mort de Sao Feng qui l'a élue. À la fin elle est aussi élue Roi des pirates par la confrérie des pirates, avec l'aide de Jack Sparrow. Par ailleurs, elle sait très bien se battre à l'épée et est une figure forte du film, poussant les autres à se battre pour leur cause. Elle finit par épouser William Turner à la fin du film et a un enfant de lui nommé Henry Turner.

### William Turner
Pour les articles homonymes, voir William Turner et Turner.
Interprété par Orlando Bloom et vu dans Pirates des Caraïbes, Pirates des Caraïbes 2, Pirates des Caraïbes 3 et Pirates des Caraïbes 5.
Il est forgeron, et devient pirate à la rencontre de Jack Sparrow, malgré sa haine envers les pirates. Il développe une histoire d'amour compliquée avec Elizabeth et une amitié mélangée de trahison et de confiance avec Jack Sparrow. Un peu naïf au début, il s'affermit au fur et à mesure et devient un personnage fort et qui sait quelles sont ses convictions. Ses batailles contres ses ennemis et ceux de Jack Sparrow l'enrichissent et le rendent plus résistant. À la fin du troisième film il devient capitaine du Hollandais volant grâce à Jack Sparrow qui le sauve ainsi d'une mort certaine. Il réussit ainsi à libérer également son père, prisonnier du bateau, qui pensait pourtant que son fils ne reviendrait jamais pour lui maintenant qu'il avait Elizabeth. Il est contraint de passer dix ans en mer afin de pouvoir redescendre pendant une journée sur terre retrouver son fils et son épouse. Il sera libéré de la malédiction à la fin du 5e film.

## Autres personnages majeurs

### Davy Jones
Pour les articles homonymes, voir Jones et Davy Jones.

Le coffre renfermant le cœur de Davy Jones.

Interprété par Bill Nighy et vu dans Pirates des Caraïbes 2 et Pirates des Caraïbes 3 (et une silhouette dans la scène post-générique de Pirates des Caraïbes 5)
Il s'agit d'un nom propre en usage depuis le milieu du XVIIIe siècle pour désigner l'Esprit de la Mer. Par ailleurs, l'expression « to be sent to Davy Jone's locker » signifie « être mort en mer ».
Dans Pirates des Caraïbes, Davy Jones est un pirate qui est tombé amoureux d'une femme, Calypso, la déesse des Mers. Cette dernière lui confia une mission, escorter les âmes perdues en mer dans l'antre de Davy Jones pendant 10 ans contre une journée sur terre pour retrouver celle qui l'aime, et ce pour l'éternité. Il fit ceci et revint au bout de 10 ans. Mais cette dernière n'était pas au rendez vous, car il était dans sa nature d'être infidèle et ne pouvant supporter sa tristesse, il s'arracha le cœur et le mit dans un coffre, qui fut enterré sur l'île des quatre vents. Davy Jones refusa alors de continuer son travail et une terrible malédiction vint s'abattre sur lui et son équipage : ils furent transformés en créatures du monde abyssal et il fut séparé en deux esprits, l'un d'eux fut le Kraken et l'autre le capitaine du Hollandais volant. Le Hollandais volant aussi fut touché par cette malédiction et devint un vaisseau organique capable de plonger sous l'eau. Le navire ne peut vivre sans capitaine, c'est pour cela qu'il doit avoir un capitaine dont le cœur se trouve dans un coffre.  Quiconque tue le capitaine devient à son tour capitaine. Pour se venger, Davy Jones révéla à la Confrérie des Pirates le moyen d'emprisonner Calypso dans un corps humain pour qu'elle ne déclenche plus de tempêtes. Il finira tué par Will Turner et Jack Sparrow qui transpercent son cœur. William Turner deviendra après le capitaine du Hollandais volant.

### Cutler Beckett
Interprété par Tom Hollander et vu dans Pirates des Caraïbes 2 et Pirates des Caraïbes 3.
Il est au sommet de la Compagnie anglaise des Indes orientales après la démission de James Norrington qui a abandonné ses fonctions, ayant échoué à arrêter Jack Sparrow. Il apparaît au début du 2e volet, avec 3 ordres d'exécution : Un au nom d'Elisabeth, un au nom de William et le troisième au nom de Norrington. Son véritable objectif est en fait d'obtenir le compas de Jack Sparrow. De nature fourbe, hypocrite et avide de pouvoir, il désire plus que tout détruire la piraterie et devenir le maître du monde. Il complote d'abord pour s'emparer de Port Royal. Et pour parvenir à ses fins, il n'hésite pas à recourir au surnaturel comme le cœur de Davy Jones pour l'obliger à être sous ses ordres. Par décret, il condamne sans jugement toute personne accusée de piraterie ou de complicité avec les pirates dans le monde entier à la potence au début du 3e film. Il sera tué sur son vaisseau-amiral, l'Endeavour, alors canonné par les deux vaisseaux pirates, le Black Pearl et le Hollandais volant mené par Will, à la fin de "Pirates des Caraïbes 3".

### Angelica
Interprétée par Penélope Cruz (VF : Ethel Houbiers) et vue dans Pirates des Caraïbes 4
Au début du film, Angelica se fait passer pour Jack Sparrow et cherche des marins pour partir à la recherche de la Fontaine de Jouvence, car son père, Edward Teach, est menacé par une malédiction qu'il ne peut rompre qu'en buvant l'eau de la Fontaine de Jouvence. Mais avant son départ elle rencontre Jack Sparrow, qu'elle avait jadis connu dans un couvent, et qui est indigné du fait que quelqu'un ait volé son identité. Après un duel entre les deux pirates, Angelica emporte Jack (qui est dans un état d'inconscience) sur le navire de Barbe-Noire, le Queen Anne's revenge, qui a besoin de son aide pour trouver la Fontaine. Une fois arrivés à destination, Barbe-Noire et Angelica sont mortellement blessés par Hector Barbossa. Barbe-Noire, démontrant ainsi ne rien éprouver pour sa fille qui pourtant l'aime plus que sa propre vie, demande à celle-ci de se sacrifier pour lui en buvant du calice d'argent que Jack a rempli avec de l'eau de la Fontaine. Elle accepte, mais Jack échange les calices et donne à Angelica celui avec la larme de Syrena, qui est la clé de vie. Ainsi, Barbe-Noire meurt et Angelica est sauvée. À la fin du film, Jack Sparrow abandonne Angelica, qui lui en veut terriblement, sur une île déserte. Après le générique de fin du film, Angelica ramasse la poupée de Jack qui a été ramenée par le courant.

### Barbe Noire
Interprété par Ian McShane (VF : Bernard Thiphaine) et vu dans Pirates des Caraïbes 4.
Le légendaire et redoutable capitaine Edward Teach est plus connu sous le nom de Barbe-Noire, la terreur des pirates. Ce dernier possède un navire, le Queen Anne's Revenge, « commandé » par le sabre de Barbe-Noire et utilisant le terrible feu grégeois, faisant du vaisseau un véritable engin de guerre. Il cherchera la fontaine de jouvence en enrôlant de force Jack Sparrow. Arrivé à destination, il sera mortellement blessé et empoisonné avec sa fille Angelica par Barbossa qui se venge d'avoir été autrefois attaqué par Barbe Noire. Jack Sparrow achèvera ce dernier avec l'eau de la fontaine et en donnant l'eau avec la larme de sirène à Angelica. De ce fait, Barbe Noire meurt dissous par les eaux de la fontaine. 

### Armando Salazar
Interprété par Javier Bardem et vu dans Pirates des Caraïbes 5.
Le Capitaine Armando Salazar est un navigateur Espagnol et chasseur de pirates surnommé "El matador del mar". Il est le plus puissant ennemi et la pire crainte auquel les pirates ont été confrontés. Il s'acharne à les exterminer par vengeance après que plusieurs d'entre eux aient tué son père et son grand-père, morts en luttant contre la piraterie. Il tombe sur Jack Sparrow (à l'époque jeune second d'un capitaine pirate) qui réussit à piéger et enfermer le Capitaine Salazar ainsi que tout son équipage et son navire dans le triangle des Bermudes et dans une malédiction. Il devient donc avec son équipage, un fantôme commandant un navire fantôme, incapable de marcher sur la terre ferme. Délivré du Triangle des Bermudes lorsque Jack se débarrasse de son compas pour payer une bouteille de rhum, il cherche Jack pour se venger. Extrêmement antisocial et misanthrope, il tue sans distinction toute personne croisant son chemin. Il laisse toutefois un survivant sur lors de ses assauts pour tout raconter mais que pour les terroriser ou pour parvenir à ses fins. Parmi ces survivants, figure Henry Turner. Il est libéré de la malédiction avec son équipage et son navire grâce au trident de Poséïdon qu'il dérobe à la fin du film en possédant le corps d'Henry Turner, mais ce dernier détruit le Trident pour sauver in extremis Jack. Mais ne renonçant pas à tuer Jack, Henry et Carina, il abandonne tout son équipage à la mort, mais il est tué pour de bon par Hector Barbossa lorsqu'il grimpait le long de la chaîne de l'ancre du Black Pearl.
Salazar est sans nul doute le personnage le plus dangereux et le plus malfaisant de l'univers Pirates des Caraïbes en raison de ses pouvoirs (immortalité, marche sur l'eau, contrôle de créatures à ses ordres…), de ses capacités et de sa personnalité (agressif, cruel, impitoyable, meurtrier, exterminateur…). Et sa dangerosité est renforcée par son apparente intention à vouloir tuer tout le monde. De ces faits, Jack Sparrow n'a pour choix que de fuir; Barbossa lui-même est terrifié en entendant le nom de Salazar. Il pense même livrer Jack à Salazar avant de s'enfuir aussi.

### Carina Smyth
Interprétée par Kaya Scodelario et vu dans Pirates des Caraïbes 5.
Carina Smyth ou Barbossa est une orpheline astronome considérée comme une sorcière, ce qui lui vaut d'être pourchassée. Son but est de trouver le Trident de Poséidon grâce à la carte qu'aucun homme ne peut lire et qui lui a été léguée par son père lors de son abandon. Avant sa mise à mort, elle est libérée par Henry Turner qui a besoin d'elle pour trouver le Trident et délivrer son père de la malédiction du Hollandais volant. Elle va ensuite faire équipe avec Jack Sparrow et Henry et mettre cap sur l'île alors qu'ils sont poursuivis par Salazar et son équipage. Son esprit scientifique est d’ailleurs troublé quand elle reconnait que la Mort est vraiment à leurs trousses. Elle finit de déchiffrer la carte et ils trouvent le Trident qui sera par la suite détruit par Henry pour sauver Jack. Lors de la remontée sur le bateau, elle se rend compte qu'elle est la fille d'Hector Barbossa alors qu'il se sacrifie pour eux. Elle change son nom alors pour Carina Barbossa.  À la fin du film, elle est avec Henry.

### Henry Turner
Interprété par Brenton Thwaites et vu dans Pirates des Caraïbes 5 (1ère apparition dans la scène post-générique de Pirates des Caraïbes 3).
Henry Turner est le fils d'Elizabeth Swann et de William Turner. Il engage Jack Sparrow, son équipage et Carina Smyth dans une expédition (à laquelle se joindront plus tard Barbossa et ses pirates) dans le but de trouver le Trident de Poséidon pour libérer son père de la malédiction du Hollandais volant. Par la même occasion, il aide Jack Sparrow à échapper à Salazar. Quand il retrouve le trident, il le détruit  et libère son père puis vient l'attendre à terre avec Carina Smyth et sa mère Elisabeth Swann.

## Personnages récurrents

### James Norrington
Interprété par Jack Davenport et vu dans Pirates des Caraïbes, Pirates des Caraïbes 2 et Pirates des Caraïbes 3.
Dans La Malédiction du Black Pearl, il est commodore et fiancé à Elizabeth Swann.
Dans Le Secret du Coffre Maudit, il tente et réussit à récupérer le cœur de Davy Jones, pour le compte de Lord Cutler Beckett et pour récupérer son titre de commodore, perdu à cause d'une tempête survenue alors qu'il poursuivait Jack Sparrow.
Dans Jusqu'au Bout du Monde, devenu amiral pour Beckett, il choisit son camp en laissant Elizabeth s'échapper du Hollandais volant avec son équipage, en coupant la corde pour les sauver. Bill Turner dit Bill Le Bottier le surprend et le tue.

### Bill Turner
Interprété par Stellan Skarsgård et vu dans Pirates des Caraïbes 2, Pirates des Caraïbes 3.
Bill Turner de son surnom Bill le Bottier est le père de William Turner. On apprend dans le premier film lorsque Barbossa révèle la malédiction à Elizabeth Swann qu'il faisait partie de l'équipage du Black Pearl (Perle Noire en version québécoise) et avait soutenu Jack lors de la mutinerie. Il a été engagé par Davy Jones alors qu'il était au fond de l'océan, attaché à un canon. Il a quitté sa famille lorsque Will avait 4 ans pour travailler dans la Piraterie.
Il laissera un souvenir (une pièce du trésor maudit) à son fils dont les pirates du Black Pearl voudront s'emparer à tout prix.

### Cotton
Interprété par David Bailie et vu dans Pirates des Caraïbes, Pirates des Caraïbes 2 et Pirates des Caraïbes 3.
Cotton aide Jack à récupérer le Pearl, puis fait partie de son équipage. Il ne parle pas car il a eu la langue coupée son perroquet s'exprime pour lui. Il reste sur le Pearl quand Barbossa le reprend à Jack à la fin du troisième film.

### Marty
Interprété par Martin Klebba et vu dans Pirates des Caraïbes, Pirates des Caraïbes 2, Pirates des Caraïbes 3 et Pirates des Caraïbes 5.
Pirate nain fidèle au camp de Jack Sparrow et Barbossa, lors du conflit contre Cutler Beckett et ses sbires.

### Maccus
Interprété par Dermot Keaney et vu dans Pirates des Caraïbes 2 et Pirates des Caraïbes 3.
Pirate à tête de requin marteau et second de Davy Jones .

### Mercer
Interprété par David Schofield et vu dans Pirates des Caraïbes 2 et Pirates des Caraïbes 3.
Supposé Bras Droit de Lord Cutler Beckett. Il mènera plusieurs missions pour le compte de la Compagnie des Indes à partir de l'épisode 2. Il prend le commandement du Hollandais volant à la place de James Norrington, tué par Bill Turner. Il mourra ensuite, étouffé par les tentacules de Davy Jones, lors du gigantesque maelström à la fin du troisième opus. C'est un personnage sans aucun scrupule, froid et déplaisant.

### Mullroy et Murtogg
Interprétés respectivement par Angus Barnett et Giles New et vus dans Pirates des Caraïbes, Pirates des Caraïbes 3 et Pirates des Caraïbes 5.
Soldats de la marine Royale. Distraits, maladroits et comiques, ils sont toujours en train de discuter pour un oui ou pour un non. Ils deviennent tous deux pirates sur le Black Pearl après la mort de Beckett. Dans le 5e film, ils sont devenus des officiers de Barbossa. Après que Barbossa s'est sacrifié en tuant Salazar, ils restent sur le Black Pearl, sous le commandement de Jack Sparrow.

### Pintel
Interprété par Lee Arenberg et vu dans Pirates des Caraïbes, Pirates des Caraïbes 2 et Pirates des Caraïbes 3.
Il apparaît dans le premier film, a participé à la mutinerie contre Jack et fait donc partie de l'équipage de Barbossa, puis de Jack. Petit, chauve et comique, il est inséparable du jeune Ragetti. A tendance à appeler Elisabeth "poupée" et Tia Dalma "Mme Poisson", il ne réfléchit pas beaucoup avant d'agir (spécule sur la prononciation du nom Kraken, se demande dans le troisième film ce qui se passerait si on jetait un boulet sur les âmes errantes des tués en mer...). Il fait finalement partie de l'équipage de Barbossa, un peu à regret, quand celui-ci reprend le Pearl à la fin du troisième film.

### Ragetti
Interprété par Mackenzie Crook et vu dans Pirates des Caraïbes, Pirates des Caraïbes 2 et Pirates des Caraïbes 3.
Détenteur de la pièce de huit du seigneur pirate Barbossa (son œil de bois). Inséparable de Pintel et personnage comique récurrent dans les trois films, présent dans l'équipage de Jack après celui de Barbossa.
Nous pouvons voir, à partir de l'épisode 2, que Ragetti devient très croyant car il a perdu l'immortalité et cherche donc à racheter son âme et celle de Pintel.
Il tombe aussi amoureux de la mystérieuse Tia Dalma. Lui et Pintel se font toujours renverser par une vague quand ils arrivent sur une cote en chaloupe.
Son amitié entre Pintel et lui dans la piraterie n'a d'égal que l'amitié entre Murtogg et Mullroy dans la Marine Royale.

### Scrum
Interprété par Stephen Graham et vu dans Pirates des Caraïbes 4 et Pirates des Caraïbes 5.
C'est un pirate du Queen Anne's Revenge. Plus tard membre de l'équipage de Jack, il l'aidera dans sa quête.

### Théodore Groves
Interprété par Greg Ellis et vu dans Pirates des Caraïbes, Pirates des Caraïbes 3 et Pirates des Caraïbes 4.
C'est un lieutenant de la Royal Navy admirant Jack Sparrow. Il est abattu par les espagnols dans le quatrième opus.

### Tia Dalma / Calypso
Interprétée par Naomie Harris et vu dans Pirates des Caraïbes 2 et Pirates des Caraïbes 3.
Elle est une femme tumultueuse, mystérieuse, étrange et parfois même effrayante. Prophétesse, elle mêle charme et macabre dans un comportement à la fois séducteur et mystique. Parfois froide, elle sait également être douce. Il est difficile de savoir quels intérêts elle sert, mais elle aspire à retrouver son statut de déesse et de châtier les coupables, car sa cruauté est, comme elle le dit, "sans limite". Tia exerce une fascination très forte sur certains personnages, ainsi que sur son ancien amour Davy Jones. Très puissante, elle ramena Hector Barbossa d'entre les morts et aida à ramener de l'antre de Davy Jones le capitaine Jack Sparrow pour qui elle a une certaine attirance. Calypso a été enfermée dans le corps de Tia Dalma lors du 1er Tribunal de la confrérie, qui la libérera à la fin du troisième volet.

### Weatherby Swann
Interprété par Jonathan Pryce et vu dans Pirates des Caraïbes, Pirates des Caraïbes 2 et Pirates des Caraïbes 3.
Père d'Elizabeth Swann. Il était gouverneur de Port-Royal. Dans le premier film, il veut que sa fille épouse le commodore Norrington mais il accepte tout de même la relation entre Will et Elizabeth. Lord Cutler Beckett le tue dans le troisième opus.

## Personnages secondaires

### Ammand le Corsaire
Interprété par Ghassan Massoud et vu dans Pirates des Caraïbes 3.
Seigneur des pirates de la Mer Noire. Sa pièce de huit lors de la confrérie des pirates est un gobelet à cognac.

### Anamaria
Interprété par Zoë Saldana et dans Pirates des Caraïbes.
Une pirate dont Jack Sparrow a volé le navire avant les événements de La Malédiction du Black Pearl et qui a rejoint son équipage après avoir réquisitionné l'Intercepteur afin de se faire rembourser sa dette par Jack.

### Bollard
Interprété par Danny Kirrane et vu dans Pirates des Caraïbes 5
Pirate aux ordres de Jack Sparrow. Peu enclin (comme ses camarades) à lui obéir à cause des échecs de ce dernier, il décidera plus tard de l'aider face à Salazar et l'acceptera comme capitaine sur le Black Pearl.

### Dame Ching
Interprétée par Takayo Fischer et vu dans Pirates des Caraïbes 3
Femme seigneur des pirates de l'Océan Pacifique. Calme et réfléchie, c'est l'une des seule pirates à approuver la nomination d'Elizabeth Swann en tant que Roi des pirates. Sa pièce de huit est une paire de lunettes.

### François Chevalet
Interprété par Marcel Iures et vu dans Pirates des Caraïbes 3
Capitaine français, seigneur des pirates de la Méditerranée. Apparait en tout point comme le gentilhomme français, élégant et se battant avec classe. Sa pièce de huit est une Dame de Pique.

### Jocard
Interprété par Hakeem Kae-Kazim et vu dans Pirates des Caraïbes 3
Avant de devenir le seigneur de l'océan Atlantique, Jocard était esclave et travaillait dans les champs de coton. Sa pièce de huit lors de la confrérie des pirates est un coupeur de tabac.

### Sao Feng
Interprété par Chow Yun-fat et vu dans Pirates des Caraïbes 3.
Seigneur des pirates de Singapour. Ancien capitaine de l'Impératrice, il sera tué lors de l'attaque du Hollandais volant sur son bateau. Juste avant de mourir, il fera Elisabeth Swann, capitaine à sa place pensant qu'elle était Calypso. Sa pièce de huit est un collier avec un jade (pierre orientale) qu'il offre à Elisabeth Swann avant de mourir.

### Jib
Interprété par Adam Brown et vu dans Pirates des Caraïbes 5
Pirate membre de l'équipage de Jack Sparrow. Peu enclin à lui obéir en raison des échecs de son capitaine et que celui-ci soit la principale cible de Salazar. Mais il décidera plus tard d'aider Jack face à Salazar puis l'acceptera de le servir (comme ses camarades) à bord du Black Pearl.

### Gillette
Interprété par Damian O'Hare et vu dans Pirates des Caraïbes et Pirates des Caraïbes 4.
C'est un lieutenant de la Royal Navy. Il est tué par Barbe Noire.

### Giselle
Interprétée par Vanessa Branch et vue dans: Pirates des Caraïbes, Pirates des Caraïbes 2 et Pirates des Caraïbes 3.
Femme de joie, elle veut à tout prix gifler Jack Sparrow (pour ses actions que l'on qualifiera de « mauvaises »), de même que sa meilleure amie Scarlette. Elle porte une robe et de longs cheveux blonds coiffés en chignon. À la fin du troisième volet, elle sort avec Jack (et Scarlette) et dès que Jack Sparrow lui a montré le Black Pearl (volé par Barbossa) et qu'elle ne voit qu'une barque, Sparrow visiblement énervé de la nouvelle mutinerie de Barbossa, dit la vérité (sur ce qu'il a dit pour leur montrer son « grand navire »), piquée au vif, elle et Scarlette giflent Jack, puis elles s'en vont avec Gibbs (qui leur raconte l'histoire des tortues de mer) après que celui-ci a parlé à Jack.

### Scarlette
Interprétée par Lauren Maher et vue dans: Pirates des Caraïbes, Pirates des Caraïbes 2, Pirates des Caraïbes 3.
Femme de joie, voulant à tout prix gifler Jack Sparrow (pour ses actions que l'on qualifiera de mauvaises) avec sa meilleure amie Giselle. Elle porte une robe et des cheveux rouges. À la fin du 3 elle sort avec Jack (et Giselle) et dès que Jack Sparrow lui a montré le Blackpearl (volé par Barbossa) et qu'elle ne voit qu'une barque, Sparrow visiblement énervé de la nouvelle mutinerie de Hector Jack dit la vérité. Piquée au vif, elle et Giselle giflent Jack et s'en va avec Gibbs après que celui-ci a parlé à Jack.

### John Scarfield
Interprété par David Wenham et vu dans Pirates des Caraïbes 5
Lieutenant de la Royal Navy et chef des forces britanniques de Saint-Martin. Cruel, tyrannique mais peu attentif, il veut tuer Jack Sparrow, Henry Turner et Carina Smyth et veut aussi s'emparer du Trident de Poséidon. Il est tué avec tout son équipage par Salazar alors qu'il était sur le point d'attaquer le Black Pearl vers la fin du 5e film.

### Shansa
Interprété par Golshifteh Farahani et vue dans Pirates des Caraïbes 5
Sorcière libéré par Barbossa à Saint-Martin. Elle inflige des maléfices aux ennemis et rivaux de ce dernier, ce qui explique les échecs de Jack Sparrow au début du film. Plus tard, elle prévient Barbossa de la terrible menace de Salazar et que Jack Sparrow est en danger.

### Sri Sumbhajee
Interprété par Marshall Manesh et vu dans Pirates des Caraïbes 3
Seigneur des Pirates de l'Océan Indien. Supposé eunuque, il a une voix tellement aigüe, qu'il fait appel à un bras-droit pour parler à sa place. Sa pièce de huit est une petite tabatière en forme de corne.

### Edward Teague Sparrow
Interprété par Keith Richards et vu dans Pirates des Caraïbes 3 et Pirates des Caraïbes 4.
Il est le père de Jack Sparrow. Sa femme est morte et il la garde sous forme de tête réduite qu'il traîne partout avec lui, qu'il a ensuite confié à son fils après la 4e réunion de la Confrérie des Pirates. Il est le gardien des clés du Code des Pirates.

### Maddox
Interprété par Delroy Atkinson et vu dans Pirates des Caraïbes 5
Pirate noir aux ordres de Jack Sparrow. Comme Gibbs, Scrum, Marty, Jib et Bollard, il est réticent à suivre Jack Sparrow à cause de ses échecs et qu'il soit la principale cible de Salazar. Mais il change d'avis et décide, comme ses camarades, de l'aider face à Salazar puis l'accepte comme capitaine sur le Black Pearl.

### Villanueva
Interprété par Sergio Calderón et vu dans Pirates des Caraïbes 3
Seigneur des Pirates de la Mer Adriatique. Il est espagnol et aurait croisé la route du français Chevallet plusieurs fois. Sa pièce de huit est un goulot de bouteille cassée.

### Philip Swift
Interprété par Sam Claflin et vu dans Pirates des Caraïbes 4
Amoureux de Syrena , il sera blessé pour obtenir ses larmes et la sauvera de Barbe Noire qui la retenait pour ses larmes. Finalement, Syrena emmènera Philip au fond de la mer pour le sauver.

### Syrena
Interprétée par Astrid Berges-Frisbey et vu dans Pirate des Caraïbes 4.
C'est une sirène capturée par l'équipage de Barbe Noire, mais elle est protégée et puis libérée par le missionnaire Philip, qui est amoureux d'elle et qu'elle aime en retour.